# Pozitív jog
A pozitív jog annak a leírásnak a fogalma, ahogyan a jog van. Szaknyelven szólva olyan kényszerrend, amelynek normáit emberi lények akarati aktusai – azaz törvényhozói, bírói vagy közigazgatási szervek, vagy emberi lények aktusai által létesített szokások – alkotják. Mivel emberek alkotják, ezért e normák önkényes módon változtathatók, korok és népek szerint különbözőek.
Az az elmélet, mely tárgyát e normákra korlátozza, a jogi pozitivizmus elvének felel meg. A jogi pozitivizmus és a pozitív jog elve a 19. században született Jeremy Bentham munkássága nyomán, bár magát a fogalmat először Hans Kelsen fogalmazta meg, John Austin (1790-1859) alapján szisztematikusan pedig H. L. A. Hart (1907-1992) dolgozta ki, mely nyomán a XX. században új irányt vett az angol-szász jogfilozófia.

## A pozitív jog fogalmának kontextusa
A pozitív jog a jogi pozitivizmus elméletének központi fogalma, miszerint a jog léte és tartalma társadalmi tény és meghatározása nem függ értékminőségektől.  „A jog léte egy tény; értéke vagy értéktelensége egy másik.” – fogalmazta meg John Austin (1832) . A jogi pozitivisták nem azt állítják, hogy a jog értékességének kérdése értelmetlen, nem fontos vagy felszínes, csak azt, hogy ezek a szempontok nem befolyásolják a jog létezésére vonatkozó kérdést. A jog egy társadalmi konstrukció, melybe nem tartozik bele semmilyen emberfeletti autoritástól származó norma. A jogi pozitivizmus a természetjogot is kizárja a jogtudomány területéről, azt a jogot, amely a természetben immanens.   Adott társadalom jogi rendszerét az adott társadalom által felhatalmazott autoritás által alkotott törvények, jogszabályok alkotják, amiket a rendszer hivatalos személyei – hivatalnokai és a felhatalmazott bírók – alkalmaznak a rendszer meghatározott szabályai szerint az egyes esetekre.  A jogi pozitivizmus szerint tehát a jog akkor pozitív, ha léte ténykérdés.

## Képviselői
A jogi pozitivizmus elméletének legjelentősebb képviselői John Austin nyomán Hans Kelsen, H. L. A. Hart és Joseph Raz. A jogi pozitivizmus azonban nem a jogfilozófia egy határmezsgyéje, hatása felfedezhető a társadalmi tudományokban, így Karl Marx, Max Weber és Émile Durkheim munkáiban, valamint az amerikai „jogi realisták” gondolataiban és a legtöbb kortárs feminista iskolában is.
- John Austin (1790-1859) Bentham nyomán felállította a jogi pozitivizmus első tételét, miszerint a jog a közrend kormányzására sajátosan kiválasztott szabályok összessége. A kötelezettségeket úgy határozta meg, mint szabály alá tartozást, a szabályt, mint általános parancsot, a parancsot pedig mint emberi vágynak arra irányuló kifejezését, hogy mások bizonyos módon viselkedjenek. Egy közösség jogszabályai a szuverén - egy személy vagy csoport, akinek vagy akiknek a közösség tagjai szokásszerűen engedelmeskednek – által bevezetett s a közösségben érvényesülő általános parancsok.[9]  A parancsok legfontosabb jellemzője, hogy be nem tartása legális szankciót von maga után, ami a jogban explicite megjelenő fenyegetést jelent. Austin tulajdonképpen leegyszerűsíti a jog mibenlétének kérdését, mivel szerinte „ a jog megértésének kulcsa a fenyegetéssel alátámasztott utasítás egyszerű gondolatában keresendő.”[10]  A jogrendszer, mint parancs és engedelmesség ilyen sémája figyelmen kívül hagyja a jogalkotó jogalkotásra való erkölcsi felhatalmazásának és a parancsok értékminőségének a kérdését.
- Hans Kelsen (1881-1973) célja a jog általános elméletének végső formába öntése , mely során  – félreismerhetetlenül Weber és Husserl tudományfelfogásának szellemében – abból indul ki, hogy a jogtudományi megismerés objektivitása-tárgyszerűsége, a természettudományokhoz mérhető egzaktsága – mint a valódi tudományosságra támasztott igény igazolása és beváltása – csak akkor biztosítható, ha zárójelbe tesznek és kizárnak minden, a tiszta jogászi megismerést zavaró transzcendens vonatkozást, azaz radikálisan eltekintenek a világ metafizikai értelmének vallási vagy szekularizált természetjogi feltételezésétől, minden tényleges és lehetséges metajurisztikus társadalmi-kulturális – erkölcsi, politikai, gazdasági, esztétikai, erotikai – összefüggéstől. Eszerint a jogtudományt, hogy tulajdonképpeni értelemben szellem(társadalom)tudomány lehessen, végérvényesen meg kell tisztítani egyfelől „minden természettudományi elemtől”, másfelől „minden politikai ideológiától”,[11] egyszóval minden idegen belső (azaz nem szellemtudományi) és külső (azaz nem tudományos) értékeléstől. Kelsen számára a megtisztítás kutatási program és küldetés, amelyet a pozitív jog reflexiós elméleteként felfogott általános jogtan kiépítésével hajtott végre. A tiszta jogtan így nem egyszerűen a jogtudomány megalapozása, hanem a modern jogtudomány értelmének megmentése, totális ideológiakritika a tudomány autonómiájának védelme érdekében.[12]
- H. L. A. Hart (1907-1992) pozitivizmusról alkotott felfogása Dworkin[9] szerint Austinénál összetettebb.  Egyrészt elismeri, hogy a szabályok logikailag eltérő típusúak lehetnek, másrészt elutasítja Austin vélekedését, miszerint a szabály valamiféle parancs lenne, s kidolgozottabb szabály valamint jogfogalmat ad. Austin parancselméletével szembeni kritikája az, hogy a parancsnak való engedelmesség esetén nem feltétlenül kell jelen lennie a sérelem okozásával való fenyegetettségnek, mivel a parancsolás rendszerint az emberek feletti hatalom gyakorlását, és nem pedig a sérelem okozásának képességét jelenti.  A szabályt nem a szabály elrendelőjének fizikai fölénye teszi kötelezővé a címzettje számára, hanem az a tekintély, amivel az elrendelő bír a címzett szemében.  A tekintélynek két forrása lehet, egyrészt kötelezővé válhat valamely szabály egy csoportban azáltal, hogy gyakorlatában e csoport elfogadja a szabályt magatartása mértékeként, vagyis elfogadottsága okából, valamint érvényessége okából is, vagyis úgy, hogy olyan másodlagos normáknak megfelelően bocsátják ki, amely kimondja, hogy az így kibocsátott szabály kötelező. Hart különbséget tesz elsődlegesé s másodlagos szabályok között. Elsődleges szabályok azok, amelyek a közösség tagjait jogosultságokkal ruházzák fel vagy kötelezettségekkel terhelik. Másodlagos szabályok azok, melyek meghatározzák, hogy ki és milyen módon alkothat, ismerhet el, módosíthat, alkalmazhat vagy szüntethet meg elsődleges szabályokat. A másodlagos szabályoknak három fajtáját különbözteti meg, az elismerés szabályait, a változtatás szabályait és az ítélkezés szabályait. Ezek a szabályok megjelenhetnek explicite egy jogalkalmazói törvényben megfogalmazva és implicite az általános eljárás elfogadott rendjeként is. A másodlagos szabályoknak nincs érvényességük, csak elfogadottságuk, és használatuk szempontjából lehetnek helyesek.[13]
- Joseph Raz (1939- )

## Problémák
A jogi pozitivizmus egy sor kapcsolatos problémát vet fel. Többek között a jogi norma más normáktól való megkülönböztetésének és velük való kapcsolatának kérdését, különös tekintettel az erkölcsi normákra. A modern jogfilozófiai diskurzusok központi témája a jog és erkölcs kapcsolata, valamint a jogi pozitivizmus és a természetjogi diszciplínák vetélkedése. A természetjogi gondolkodók a jogrendszer kritériumát a természetjogi elveknek való megfelelésként fogalmazták meg. A jog mint társadalmi intézmény nem pusztán a törvényekként megjelenő és alkalmazott jog, hanem annak keretét nyújtó más morális, konvencionális, vallási és szokásszerű normák,  melyek hasonló módon befolyásolják és megszabják a társadalom jogilag szabályozott területeit. Példaként felhozható a polgári engedetlenség elve, vagy a bírói jogalkalmazás bonyolult precedenst teremtő esete, mikor a bíró létező pozitív jogszabály szerint nem szabályozott területen kénytelen ítéletet hozni egy adott esetben, s ilyenkor személyes erkölcsi normarendszerére és jóérzésére van utalva. Az elmélet főbb képviselői  Aquinói Szent Tamás, Michael S. Moore, Philip Soper és Ronald Dworkin.